# Älvros distrikt
Älvros distrikt är ett distrikt i Härjedalens kommun och Jämtlands län. Distriktet ligger omkring Älvros i östra Härjedalen.

## Tidigare administrativ tillhörighet
Distriktet inrättades 2016 och utgörs av Älvros socken i Härjedalens kommun.
Området motsvarar den omfattning Älvros församling hade 1999/2000.

## Tätorter och småorter
I Älvros distrikt finns en småort men inga tätorter. 

### Småorter
- Älvros